# Альфред Річер
Альфред Річер (нім. Alfred Ritscher; 23 травня 1879, Бад-Лаутерберг — 30 березня 1963, Гамбург) — німецький полярний дослідник, капітан ВМС Третього рейху. Відомий тим, що з 1938 по 1939 рік був командиром двох наукових експедицій в Антарктиду, до території, що отримала назву Нова Швабія.

## Біографія

### Молодість
Альфред Річер народився 23 травня 1879 року в родині лікаря з Бад-Лаутерберга . Навчався в гімназії, проте в старших класах залишив її, щоб попрямувати в море.
1897 року він здійснив своє перше плавання. Йому вдалося влаштуватися юнгою на бременський корабель «Емілія». П'ять з половиною років він ходив по морях у молодшому чині. І тільки після того, як він успішно закінчив 1903 року морехідне училище Бремена, йому було видано патент штурмана. 1907 року Альфред Річер після закінчення морехідного училища в Алтоні[джерело?] отримав патент капітана. Чотири роки він служив у гамбурзькому пароплавстві «Гамбург-Америка-Лайн».

### Експедиція на Шпіцберген
1912 року Імперське морське управління запропонувало Річеру взяти участь у науковій експедиції вздовж північно-східного проходу під керівництвом полярного дослідника Шредера-Штранца. Експедиція мала стартувати влітку 1912 року і спробувати обійти острова Шпіцбергену з північно-східного боку. Метою було випробування можливостей людей, матеріалів і інструментів в умовах перебування в полярних льодах. Річер прийняв пропозицію Шредера-Штранца стати капітаном на експедиційному кораблі «Герцог Ернст», а також очолити повітроплавний підрозділ експедиції, оскільки нещодавно він отримав патент льотчика (під час екзаменаційного польоту він мало не розбився, оскільки зламалося вертикальне оперення хвоста літака).
Експедицію Шредера-Штранца з самого початку переслідували невдачі. Запланований обхід островів Шпіцбергена зі східного боку виявився неможливим. Корабель був змушений рухатися в напрямку півночі уздовж західного узбережжя до так званої Північно-Східної землі, яка становила частину архіпелагу Шпіцберген. Попри раптове погіршення погоди, яка фактично відразу ж скувала весь північний берег льодами, капітану Річеру вдалося уникнути небезпечного льодяного полону. Він зміг вивести корабель до затоки, де він був витягнутий на берег. Експедиція була розрахована тільки на літній сезон, а тому не мала значних продовольчих запасів. Побоюючись зволікання, 20 грудня капітан Річер з собакою Белою за тридцятиградусного морозу попрямував до найближчого поселення. За тиждень шляху йому вдалося подолати по обмерзлих каменях Шпіцбергена 210 кілометрів. Буквально на підході до населеного пункту Річер провалився під лід. Він зміг вибратися з води, проте незабаром він обморозив ноги і втратив фаланги декількох пальців на правій нозі. Весь його тижневий раціон складався з кілограма перловки і декількох шматків в'яленого м'яса північного оленя. Коли Річер дійшов до поселення, він повідомив у Німеччину по радіо про хід експедиції, а також попросив послати допомогу товаришам, що залишилися біля корабля.
В ході експедиції загинула більша частина її членів і сам керівник, Шредер-Штранц. Через 7 місяців, все ще лежачи в лікарні, в розмові з Ф. Нансеном Річер зауважив: «Всі ми нічого не розуміли, у нас же не було рішуче ніякого досвіду. Я тільки після зрозумів, як безглуздо ми взагалі діяли.» дивнішої і менш підготовленої експедиції за все XX століття не було.

### Участь у Першій світовій війні і робота на відповідальних посадах
Після експедиції Річер повернувся до своєї діяльності в Імперському морському управлінні. Під час Першої світової війни він як офіцер запасу займався питаннями, пов'язаними з морською авіацією, а потім став командиром морських льотчиків, які були розквартировані на суші. Після закінчення війни він повернувся на службу в морське управління. Деякий час він працював у «Люфтганзі», де очолював відділення аеронавігації. 1933 року він повернувся на службу в Імперське морське управління, а через якийсь час став радником при командуванні військово-морського флоту.

### Німецька антарктична експедиція

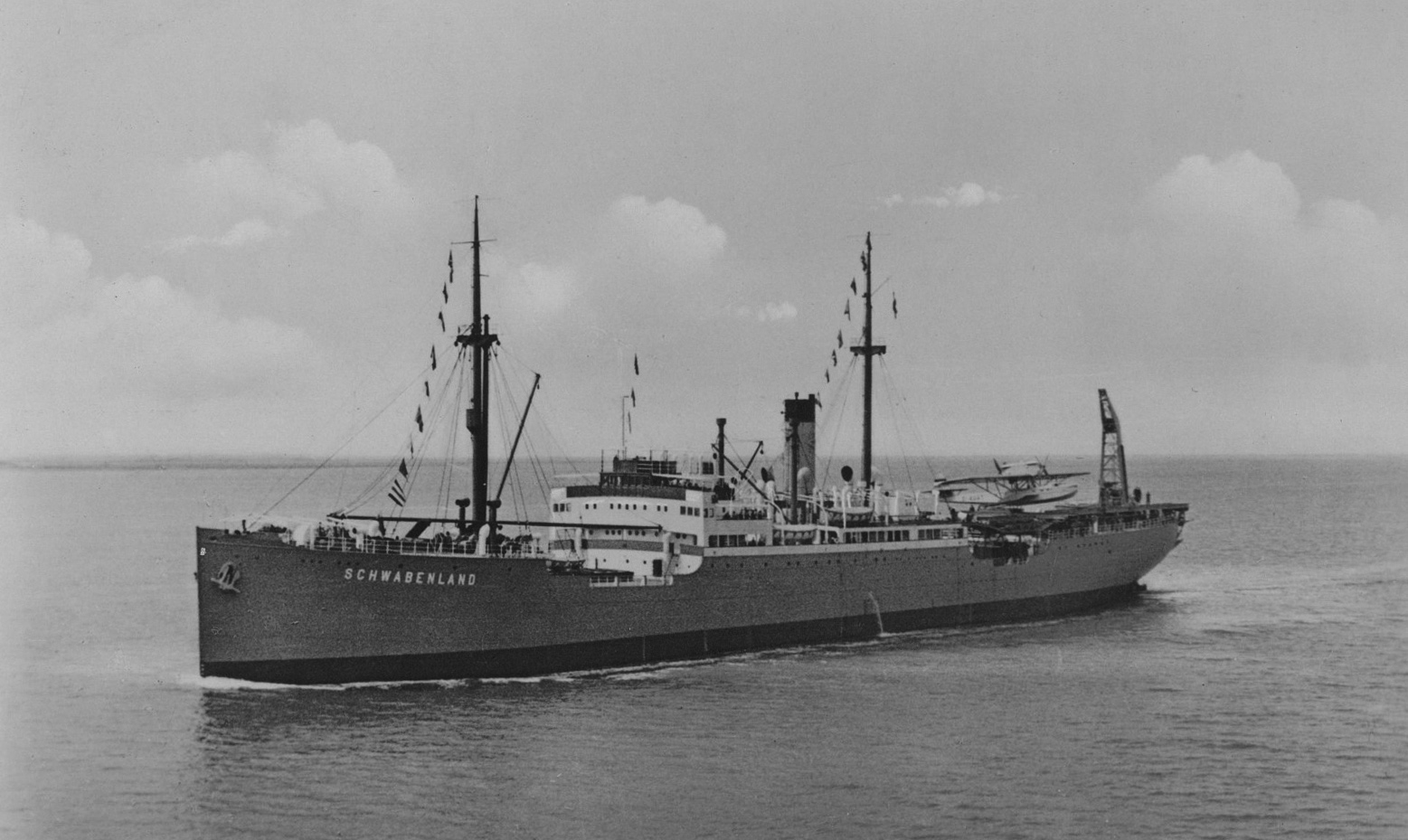
«Швабія» 1938 року

У липні 1938 капітан Альфред Річер перебував у відпустці на своїй малій батьківщині, в Гарці, в пансіоні міста Зіберталь. 26 липня йому прийшов лист від контр-адмірала Конрада, знайомого Річера по службі в командуванні Військово-морського флоту. Конрад у листі повідомив, з вимогою зберігати в секреті всі отримані відомості, що імперський уряд Німеччини планував здійснити експедицію до Антарктиди, і запропонував очолити її Річеру. Відразу ж після прочитання листа Річер направив контр-адміралу Конраду бліц-телеграму, в якій містився такий текст: «Зрозуміло, даю згоду. 1 серпня буду на місці». Річер прибув до Берліна і розпочав готуватися експедиції, проте, наприкінці серпня 1938 року до Берліна з Ріо-де-Жанейро прийшла радіотелеграма радника Кайе. У ній було написано, що «катапультувальний корабель „Вестфалія“, що належить „Люфтганзі“, не може бути надано в розпорядження антарктичної експедиції», оскільки побудований 1905 року корабель перебував не в найкращому стані. Його, можна було відремонтувати і переобладнати, однак вкластися в термін до 17 грудня 1938 було абсолютно неможливо. В цих умовах барон Габленц, що був членом правління «Люфтганзи», запропонував використовувати для експедиційних цілей корабель «Швабія» («Schwabenland»), який виконував у Південній Атлантиці роль заправної бази для літаків. Річер підтримав це рішення і в найкоротші терміни між Імперським міністерством авіації та дирекцією «Люфтганзи» було досягнуто згоди: «Швабія» відпливла 20 жовтня 1938 року через гавані Хорта на Азорських островах, і взяла курс на Гамбург. Після того, як «Швабія» прийшла в Німеччину, вона була переобладнана, встановлено нове обладнання, зокрема катапульта для зльоту двох невеликих літаків. В експедиції брали участь 82 цивільні особи — члени екіпажу, вчені (географ, біолог, геофізик, океанограф, двоє метеорологів і картографи), а також двоє пілотів. Капітан судна Альфред Річер вишикував екіпаж і оголосив, що «нам поставлена задача вивчити можливості китобійного промислу в антарктичних водах. Одночасно ми проведемо аерофотознімання Антарктиди. Завдання важке, але почесне». Перед відплиттям корабель відвідав американський полярний дослідник Річард Берд. 17 грудня 1938 року «Швабія» вийшла з порту Гамбурга в море і взяла курс на південь — до Антарктиди. 19 січня 1939 року «Швабія» досягла кромки льодів Антарктиди.
Пошуки китів не дали особливих результатів, а підійти до берега судно не могло через кригу. Було ухвалено рішення зайнятися дослідженням континенту з повітря, для чого, пілоти Ширмахер і Майр по черзі злітали на літаках разом з фотографами. Було виконано з десяток рейсів, обстежено великий район площею 350 тис. кв. км. і зроблено близько 11 тисяч фотознімків. Найважливішим відкриттям експедиції стало виявлення великого скелястого плато, не покритого льодом. Річер запропонував назвати плато оазою Ширмахера, на честь пілота, який першим його побачив. А помічник капітана Карл-Хайнц Ребке запропонував обстежуваний регіон назвати Новою Швабією, і оголосив цю землю володінням Німеччини. До початку лютого 1939 року погодні умови погіршали і польоти припинили. Екіпаж займався океанографічними дослідженнями і запусками метеорологічних зондів.
Було ухвалено рішення закінчити експедицію і повертатися в Німеччину, але наостанок кілька членів екіпажу здійснили вилазку на лід, що дрейфує. На двох шлюпках матроси дійшли до гігантської крижини, висадилися на неї і розгорнули німецький прапор, сфотографувавшись на його тлі. Давши прощальний гудок, 3 лютого 1939 року «Швабія» взяла курс на Гамбург, куди й повернулася 12 квітня. Особливих урочистостей не було, лише кілька берлінських газет коротко повідомили, що «над Антарктидою було скинуто вимпели і прапори зі свастикою», а рейхсмаршал Генріх Герінг надіслав екіпажу коротку вітальну телеграму, в якій особливо відзначив роботу льотчиків. Незабаром капітан Річер доповів Гітлеру про проведені ним дослідження, і став планувати другу експедицію. Але скоро почалася Друга світова війна, і всі плани довелося скасувати.
Після походу «Швабія» перебувала в ремонті. 12 жовтня 1939 року судно перевели у Францію, де з судна в Атлантику вилітали літаки для метеорологічних спостережень. Потім судно відправили в Норвегію. 24 травня 1944 року судно було торпедоване підводним човном ВМС Великої Британії, внаслідок чого воно було викинуте на мілину, а багато членів екіпажу загинули. Пізніше «Швабію» відбуксирували в Берген. 4 жовтня 1944 року, під час нальоту англійської авіації, судно зазнало кількох влучень авіабомб. Останній похід судно здійснило 1946 року. Союзники повантажили на нього трофейні німецькі хімічні боєприпаси, відбуксирували судно в протоку Скагеррак на Балтиці і затопили.

### Подальше життя
Після Другої світової війни Річер був головою Німецького товариства Асоціації полярних досліджень. 1959 року був нагороджений Великим хрестом ордена «За заслуги перед Федеративною Республікою Німеччини» і срібною медаллю Географічного товариства Гамбурга. На честь нього було названо гори Річер і плоскогір'я Річер.
Альфред Річер помер 30 березня 1963 року в Гамбурзі.